# MeeGo
O MeeGo é um sistema operacional para dispositivos móveis
de código aberto, com kernel Linux, anunciado no Mobile World Congress em fevereiro de 2010, pela Nokia e pela Intel em uma conferência conjunta à imprensa. Seu objetivo é unir esforços da Intel no Moblin e da Nokia no Maemo em um só projeto, obtendo reações mistas das comunidades de ambas partes. O MeeGo foi desenhado para atuar como um Sistema Operacional para plataformas como netbooks, desktops, tablets, smartphones, sistemas de navegação automotiva, Smart TVs e outros sistemas embarcados. O MeeGo é hoje hospedado pela Linux Foundation.
As decisões são de que a interface de usuário do framework serão baseadas em Qt, mas fornecerão compatibilidade com aplicativos do Moblin. A plataforma abaixo Qt será baseada no projeto Moblin da Intel e será hospedado pela Linux Foundation.
Dependendo do dispositivo, aplicativos serão fornecidos pelo AppUp da Intel ou pelo sistema Ovi de distribuição digital de software, da Nokia.
Ele vai fornecer suporte para ambas arquiteturas de processamento ARM e x86.
Harmattan, foi proposto originalmente para se tornar o Maemo 6, a sexta encarnação do sistema operativo móvel Maemo da Nokia, é agora considerado um exemplo de MeeGo, embora não seja um produto MeeGo em si. Além disso, a Nokia está abrindo mão da marca Maemo para Harmattan e além, embora Fremantle e anteriores ainda serão referidos como exemplos de Maemo.
Em 27 de Setembro de 2011 foi anunciado no site oficial do projeto que o sistema Meego estava sendo descontinuando e a equipe faria a transição para um novo projeto da Linux Foundation  com foco em tecnologias Web baseadas em HTML5 denominado Tizen. 